# Knikwaaierworm
De knikwaaierworm (Parasabella langerhansi) is een borstelworm uit de familie Sabellidae. Parasabella langerhansi werd in 1983 voor het eerst wetenschappelijk beschreven door Phyllis Knight-Jones.

## Beschrijving
De knikwaaierworm is een relatief kleine waaierwormsoort die maar een paar centimeter lang wordt. Dat is inclusief de een centimeter lange krans van kieuwveren waarmee de dieren zuurstof opnemen uit het water en voedsel vangen. Net zoals alle borstelwormen bestaat het lichaam van de worm uit een kop, een cilindrisch, gesegmenteerd lichaam en een staartstukje. Het dier zelf leeft in een lichtbruine perkamentachtige koker, die het dier zelf bouwt met slijm en fijne slibdeeltjes, en waar alleen de waaierkrans uitsteekt. Deze waaierkrans bevat meestal vijf tot maximaal acht paar opvallende spierwitte kieuwveren, ook wel radiolen genoemd, die naar binnen zijn geknikt. Op die radiolen zitten 'haartjes' waarmee de worm voedsel kan vangen.

## Verspreiding
Het oorspronkelijk verspreidingsgebied van de knikwaaierworm ligt ten zuiden van Nederland. De soort is oorspronkelijk beschreven van Madeira, maar de worm komt ook voor bij de Canarische Eilanden en in de Adriatische en Egeïsche Zee. In 2006 en 2017 werd deze soort voor het eerst waargenomen in de Oosterschelde, waar duizenden exemplaren van deze kleine witte waaierworm werden gezien.